# Maglehems Ora
Maglehems Ora är ett naturreservat i Simrishamns kommun i Skåne län.
Området är naturskyddat sedan 2015 och är 14 hektar stort. Reservatet är en skog som etablerats som naturreservat för att utgöra en förbindelse mellan de intilliggande reservaten. 